# 아말 (화성 탐사선)

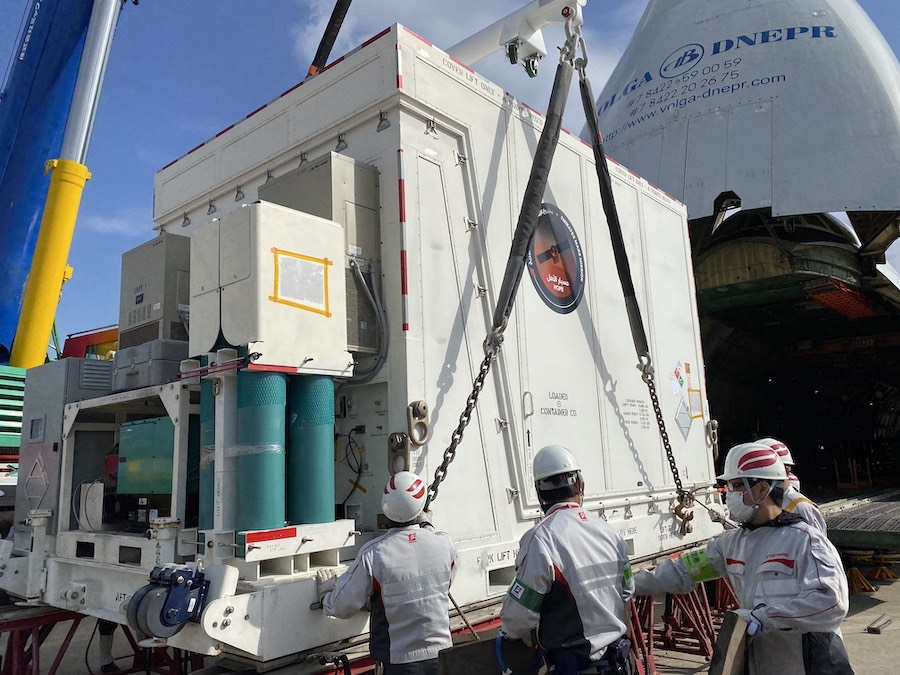
아랍에미리트의 화성 탐사선인 아말을 일본 현지로 수송하는 현장

아말(아랍어: مسبار الأمل, 영어: Amal (Hope) probe)은 2020년 7월 19일에 발사된 아랍에미리트의 화성 탐사선이다. 아말은 아랍어로 "희망"을 뜻한다.

## 개요
무함마드 빈 라시드 알막툼 두바이 최고통치자는 2006년 1월부터 두바이 통치를 시작했다. 오랜 기간 영국 그늘에 있었고, 원유 수입과 관광업 등에만 의존하는 국가 체질 대전환이 필요하다고 봤다. 그가 눈을 돌린 곳이 바로 우주였다. 국가의 노력 여하에 따라 주도권을 쥘 수 있고, 미래 세대가 꿈과 개척 정신을 가질 무대로 본 것이다.
UAE는 2006년 곧바로 무함마드 빈 라시드 우주 센터(MBRSC)를 설립했다. 당시 연구소 건물도 없었다고 한다. 맨땅에서 첫 번째로 추진한 프로젝트가 위성 개발이었다. UAE는 모든 위성 시스템을 지니고 있는 국가와 기업을 찾았고, 전 세계 기업 3곳 중 1곳인 대한민국의 민간 위성 스마트기업인 쎄트렉아이를 알게 됐다. 더구나 쎄트렉아이가 영국으로부터 위성 기술을 가져온 만큼, UAE도 한국에 위성 기술을 배워 올 수 있다고 판단하였다.
옴란 샤라프(Omran Sharaf) UAE 화성 탐사선 프로젝트 총괄 책임자는 '한국의 알려지지 않은 이야기'(The untold story of South Korea)에서 "우리가 여러 옵션과 국가들을 검토해봤을 때 한국이 기술 이전에 최적지였다"면서 "한국은 영국으로부터 위성 기술을 가져와 스스로 자립했기 때문에 그들의 통찰력과 정신을 배울 수 있다고 판단했다"고 설명했다. 
무함마드 빈 라시드 우주 센터는 미국 콜로라도 대학교 볼더 산하 대기 우주 물리학 공동 연구소(LASP)와 함께 애리조나 주립 대학교와 캘리포니아 대학교 버클리의 지원을 받아 아말 제작에 참여했다. 아말을 실은 우주선은 미국 콜로라도주 볼더에 위치한 대기 우주 물리학 연구실(LASP)에서 조립되었다.
2020년에 일어난 코로나19 범유행의 여파로 인하여 일정이 뒤바뀌는 혼란이 있었으나, 2020년 4월 20일부터 4월 24일까지 아말을 실은 우주선이 우크라이나의 안토노프 An-124 수송기를 통해 일본 나고야시로 이송하는 작업이 진행되었다. 아말 탐사선 팀원 6명은 일본에 도착한 이후에 일본 정부의 명령에 따라 2주 동안의 자가격리에 들어갔다. 2020년 7월 19일에는 아말을 실은 우주선이 일본 가고시마현 다네가섬에 위치한 다네가시마 우주 센터에서 발사되었다.

## 같이 보기
- 화성 탐사